# 21862 Joshuajones
21862 Joshuajones è un asteroide della fascia principale. Scoperto nel 1999, presenta un'orbita caratterizzata da un semiasse maggiore pari a 3,0608035 UA e da un'eccentricità di 0,0751077, inclinata di 8,71897° rispetto all'eclittica.